# Uria paleohesperis
Uria paleohesperis är en utdöd fågel i familjen alkor inom ordningen vadarfåglar. Den beskrevs 1982 utifrån fossila lämningar från miocen funna i Kalifornien, USA.